# 阿瑟·弗朗西斯·乔治·克尔
阿瑟·弗朗西斯·乔治·克尔（Arthur Francis George Kerr，1877年—1942年）为爱尔兰植物学家，因研究泰国植物而著名。
许多植物都以他的名字命名，包括克尔古云香（Dipterocarpus kerrii）、克尔桑寄生（Loranthus kerrii）、克尔猪笼草（Nepenthes kerrii）、克尔悬铃木（Loranthus kerrii）和克尔大花草（Loranthus kerrii）。